# Robbinsdale
Robbinsdale é uma cidade localizada no estado americano do Minnesota, no Condado de Hennepin.

## Demografia
Segundo o censo americano de 2000, a sua população era de 14.123 habitantes.
Em 2006, foi estimada uma população de 13.340, um decréscimo de 783 (-5.5%).

## Geografia
De acordo com o United States Census Bureau tem uma área de 7,7 km², dos quais 7,2 km² cobertos por terra e 0,5 km² cobertos por água.

## Localidades na vizinhança
O diagrama seguinte representa as localidades num raio de 8 km ao redor de Robbinsdale.